# Еббі Рейнольдс
Еббі Рейнольдс — новозеландська кліматична активістка та захисниця довкілля, прихильниця сталого розвитку Нової Зеландії.

## Раннє життя та освіта
У середній школі Рейнольдс розпочала схему переробки паперу, коли були невідомі наслідки зміни клімату. Здобула юридичну освіту в Оклендському університеті.

## Кар'єра
Раніше Рейнольдс була головою відділу сталого розвитку в Vodafone і очолювала Vodafone Foundation. До цього, вона була керівницею відділу корпоративної відповідальності в Telecom (тепер Spark).
Рейнольдс була виконавчою директором Ради сталого бізнесу з 2016 по 2019 рік. За цей час кількість членів Ради сталого бізнесу подвоїлася, щоб представити 30% підприємств Нової Зеландії, а виконавчий директор Business NZ Кірк Хоуп похвалив її внесок.
У 2018 році разом із Майком Беннетсом, виконавчим директором Z Energy, Рейнольдс заснувала Коаліцію лідерів Нової Зеландії щодо клімату. Міністр зі зміни клімату Нової Зеландії Джеймс Шоу високо оцінив її роботу щодо створення коаліції та досягнення членства 100 організацій. У 2018 році вона брала участь у засіданні Всесвітньої ради бізнесу зі сталого розвитку (WBCSD) у Женеві.

Її інші ролі включали участь у групі керівництва електромобілями уряду Нової Зеландії та членство в комісії з переосмислення пластику головного наукового радника прем'єр-міністра. З січня 2017 року Рейнольдс є членкинею правління VOYCE Whakarongo Mai. У статті 2017 року в новозеландському онлайн-журналі The Spinoff Рейнольдс написала:
Зміна клімату може стати можливістю для Нової Зеландії. Ми можемо не тільки зробити свій внесок у скорочення глобальних викидів, ми можемо бути лідером інновацій та покращити життя кожного.
Рейнольдс представила Організації Об’єднаних Націй у липні 2019 року в рамках групи, яка демонструє прогрес Нової Зеландії у досягненні Цілей сталого розвитку.
У 2020 році вона дала інтерв'ю в подкасті «Підприємиці з метою».
У вересні 2020 року Рейнольдс була призначена головною виконавчою директором Predator Free 2050 [Архівовано 26 квітня 2022 у Wayback Machine.] 

### Визнання
Рейнольдс виграла нагороду ради та керівництва на New Zealand of Influence Awards 2019. Її цілеспрямованість і бажання допомогти організаціям досягти їх цілей стійкості викликали схвалення суддів. У 2020 році вона ввійшла до складу суддівської комісії разом з пані Сільвією Картрайт, сером Джоном Кірваном, Ванісою Діру, Шинейд Баучер і Джиною Деллабарка.

## Особисте життя
Рейнольдс живе в Окленді і одружена з Дареном Гровером, генеральним менеджером проєкту Джона. Після зустрічі у Сполученому Королівстві в 2003 році вони подорожували 26 регіонами Нової Зеландії та писали про свої подорожі в блогах.

## Соціальні мережі
- Профіль у Твіттер [Архівовано 6 травня 2022 у Wayback Machine.]